# Jamne (potok)
Jamne – potok, dopływ rzeki Ochotnicy w Gorcach. Ma długość 6 km i średni spadek 67 m/km.
Źródła potoku położone są na południowych stokach grzbietu łączącego Gorc z Przysłopem, najwyższe z nich są na wysokości około 1080 m n.p.m. Potok spływa w kierunku południowym (z odchyleniem na wschód) głęboką doliną, pomiędzy dwoma grzbietami. Od wschodniej strony jest to grzbiet Jaworzynki Gorcowskiej zwanej też Piorunowcem, od zachodniej południowy grzbiet Przysłopu. Z obydwu tych grzbietów spływają do Jamnego niewielkie potoki. Największy z nich to lewobrzeżny Potok Pierdułowski spływający spod Jaworzynki Gorcowskiej. W Ochotnicy Górnej potok Jamne uchodzi do Ochotnicy jako jej lewy dopływ. Następuje to na wysokości ok. 600 m n.p.m. Zaraz powyżej ujścia potoku jego koryto przekracza mostem główna droga przez Ochotnicę. Odchodzi od niej boczna droga w górę, wzdłuż biegu potoku Jamne.
Cała zlewnia potoku Jamne znajduje się w Ochotnicy Górnej w województwie małopolskim, w powiecie nowotarskim, w gminie Ochotnica Dolna. W dolinie potoku i na obydwu jej zboczach rozłożyły się przysiółki tej wsi: Jamne, Sołtysówka i Skałka. Dolną częścią doliny potoku Jamne prowadzi znakowany szlak turystyczny.
W dolinie potoku Jamne stwierdzono występuje rzadkiego w Polsce gatunku rośliny – widlicza Isslera.
Szlak turystyczny
 Ochotnica Górna – dolina potoku Jamne – Gorczańska Chata – Kosarzyska – Przysłop Dolny na grzbiet Pasma Gorca, do połączenia ze szlakiem zielonym na Gorc. 2:15 h (↓ 1:45 h).